# Југославија у рату 1941—1945.
Југославија у рату 1941—1945. је други документарни серијал Радио-телевизије Београд снимљен у периоду 1991—1992, који се бавио ратним и политичким дешавањима на простору Југославије током Другог светског рата. Серијал обухвата 26 епизода подељених у четири циклуса и једну специјалну епизоду. Овај серијал представља наставак серијала који носи назив Политички сукоби у Југославији између два рата.
То је један од најсвеобухватнијих и најдетаљнијих документарних серијала о рату на простору Југославије, као и један од највећих документарних подухвата РТБ-а. У њему је учествовао већи број историчара из земље и иностранства, као и директних учесника догађаја, како са победничке тако и са губитничке стране.
Редитељ Милан Кундаковић, уредник Божидар Николић и стручни консултант Бранко Петрановић.
Значај оваког пројекта састоји се у томе што је након дугог периода једноумља, дат друкчији поглед на историјске теме Краљевине Југославије. Други серијал се бави темама попут Априлског рата, Народноослободилачке војске, улоге и значаја Југословенске војске у отаџбини.

## Учесници
Неки од учесника: проф. др Богдан Кризман (Загреб), проф. др Бранко Петрановић (Београд), др Милан Ристовић (Београд), др Холм Зундхаусен (Немачка), проф. др Драгољуб Живојиновић (Београд), Игор Бухаркин (Русија), публицист и експерт архива Министарства спољних послова СССР, Џулиен Емери, аташе за штампу у британском посланству пред рат, мајор-пучист Никола Косић, Милован Ђилас, Михаило Швабић, Светозар Вукмановић Темпо, кнез Александар Карађорђевић, Хајнц Шларп, Радмила Радић, капетан Клаус Фогел, Станко Марјановић, Слободан Нешовић, проф. др Леонид Гибјански, Игор Бухаркин (Русија), капетан Кемп (В. Британија), др Венцеслав Глишић, др Веселин Ђуретић, др Александар Касаш, др Ранко Кончар, др Бранко Бошковић, Чедомир Попов, Бранко Михаиловић (син Драгољуба Михаиловића), фолксдојечер Фигл итд.

## Списак епизода
| Број               | Наслов                            | Трајање | Тема                                                        | Саговорници |
| ------------------ | --------------------------------- | ------- | ----------------------------------------------------------- | --- |
| 1.                 | 27. март                          | 66:41   | Демонстрације 27. марта 1941.                               | Богдан Кризман, Бранко Петрановић, Милан Ристовић, Радмила Радић, Драгољуб Живојиновић, Милован Ђилас, Кнез Александар Карађорђевић |
| 2.                 | 6. април                          | 65:00   | Априлски рат                                                | Богдан Кризман, Бранко Петрановић, Драгољуб Живојиновић, Миле Бјелајац                                                              |
| 3.                 | 10. травањ                        | 49:35   | Оснивање НДХ                                                | Богдан Кризман |
| 4.                 | Србија пролеће 1941.              | 64:42   | Окупација Југославије                                       | Бранко Петрановић, Чедомир Попов, Венцеслав Глишић, Милован Ђилас                                                                   |
| 5.                 | Србија лето 1941.                 | 76:32   | Устанак у Србији                                            | Бранко Петрановић, Венцеслав Глишић                                                                                                 |
| 6.                 | Србија јесен 1941.                | 66:11   | Почетак грађанског рата између партизана и ЈВуО             | Бранко Петрановић, Веселин Ђуретић, Смиља Аврамов                                                                                   |
| 7.                 | 13. јул                           | 52:36   | Тринаестојулски устанак                                     | Милован Ђилас, Владо Дапчевић, Гојко Миљанић, Бранко Петрановић, Џулијен Емери                                                      |
| 8.                 | НДХ — усташка револуција          | 68:40   | Усташки злочини 1941.                                       | Смиља Аврамов, Веселин Ђуретић, Бранко Петрановић, Љубан Једнак                                                                     |
| 9.                 | НДХ — цвијет хрватства            | 62:00   | Босна и Херцеговина 1941.                                   | Дарко Бекић, Душан Биланџић, Светозар Вукмановић Темпо, Енвер Реџић, Бранко Петрановић                                              |
| 10.                | Превентивне ликвидације           | 74:45   | лева скретања                                               | Бранко Петрановић, Саво Скоко, Милован Ђилас, Светозар Вукмановић Темпо, Бранко Петрановић                                          |
| 11.                | Наличје пацификације НДХ          | 74:45   |                                                             | Бранко Петрановић, Богдан Кризман, Енвер Реџић, Чедомир Попов                                                                       |
| 12.                | Умиривање Србије                  | 90:02   |                                                             | Венцеслав Глишић, Чедомир Попов |
| 13.                | Југословенска влада у избеглиштву | 74:45   | Владе Краљевине Југославије у егзилу                        | Принц Томислав Карађорђевић, Светозар Лолић, Веселин Ђуретић, Драгољуб Живојиновић, Бранко Петрановић                               |
| 14.                | Бело и црно                       | 74:45   | АВНОЈ, операција Вајс, мартовски преговори, операција Шварц | Владимир Велебит, Милован Ђилас, Холм Зундхаусен                                                                                    |
| 15.                | Федерације                        | 62:26   |                                                             | Венцеслав Глишић, Чедомир Попов |
| 16.                | Британски улог или завера         | 73:50   |                                                             | |
| 17.                | Држава помирења                   | 61:48   |                                                             | |
| 18.                | Британска завршница               | 77:00   | ЈВвО, Вишки споразум                                        | |
| 19.                | Вандеја                           | 94:30   |                                                             | |
| 20.                | Селидба                           | 75:33   |                                                             | |
| 21.                | Стаљинова завршница               | 75:50   |                                                             | |
| 22.                | Мај                               | 75:00   |                                                             | |
| 23.                | Ратне приче                       | 68:38   |                                                             | |
| Специјална емисија | Степинац — светац или злочинац    | 61:25   |                                                             | |
| Специјална емисија | Словенија                         | 69:30   |                                                             | |